# Пинцано-аль-Тальяменто
Пинцано-аль-Тальяменто (итал. Pinzano al Tagliamento) — коммуна в Италии, располагается в регионе Фриули-Венеция-Джулия, в провинции Порденоне.
Население составляет 1618 человек (2008 г.), плотность населения составляет 74 чел./км². Занимает площадь 22 км². Почтовый индекс — 33094. Телефонный код — 0432.
Покровителями коммуны почитаются святитель Мартин Турский, празднование 11 ноября, и первомученик Стефан.

## Демография
Динамика населения:

## Администрация коммуны
- Официальный сайт: http://www.comune.pinzanoaltagliamento.pn.it/ Архивная копия от 21 ноября 2010 на Wayback Machine